# Ivan Krajač
Ivan Krajač (ur. 1877 w Senju, zm. 1945 w Mariborze?) – chorwacki adwokat, pisarz ekonomiczno-finansowy, prawnik, polityk i działacz turystyki górskiej z Senja.
Pochodził ze starej chorwackiej rodziny szlacheckiej Krajač, którą w niektórych dokumentach wzmiankuje się jako Sartor-Sartorius, łac. krawiec (chorw. krojač). Był potomkiem Ladislava Krajača, posła do Saboru z 1883, burmistrza senjskiego i honorowego konsula greckiego w Primorju, założyciela Pierwszego Chorwackiego Towarzystwa Żeglugi Parowej (Prvo hrvatsko parobrodarsko društvo) w Senju i prezesa Nawigacji Adriatyckiej (Jadranska plovidba). Był synem szanowanego senjskiego kupca Franja Krajača. Matka Ivana pochodziła z chorwackiej rodziny szlacheckiej Vranyczani-Dobrinović.

## Życiorys
Pracował w Jastrebarsku i Zagrzebiu jako prawnik. Był członkiem Chorwackiej Partii Chłopskiej.
Od 1908 był członkiem Chorwackiego Towarzystwa Górskiego.
W Królestwie SHS był szóstym prezesem Chorwackiego Związku Górskiego. Funkcję sprawował od 1921 do 1925. Potem został ministrem handlu i przemysłu w składzie rządu z 1925. Za jego kadencji najbardziej przyczynił się do ogłoszenia w 1928 Plitwic i Štirovačy pierwszymi parkami narodowymi w Chorwacji.
Mocno przyczynił się do reformy i unowocześnienia chorwackiej turystyki górskiej. Uważał ją za element kultury. Chorwackich turystów kierował w Góry Dynarskie.
Zasługą Ivana Krajača jest fakt, że jego wielki przyjaciel inż. Ante Premužić wytyczył w Welebicie szlak turystyczny. Obydwaj byli wielkimi miłośnikami Welebitu, który razem latami badali. Sam Krajač jest pionierem badania welebickich jaskiń, więc jest też zasłużony dla chorwackiej speleologii. To dzięki niemu, że zbadano południowowelebicką jaskinię Vrtlina. Z przyjacielem Premužiciem eksplorował jaskinię Varnjačę w Rožanskich kukovach. Oprócz Szlaku Premužicia, ich wspólnie zrealizowane projekty, to Schron Rossiego, wydanie przewodnika po Welebicie oraz schronisko na Zavižanie.
W północnym Welebicie na cześć Krajača nazwano grupę kuków (szczytów). Krajačev kuk jest jednym z najwybitniejszych Rožanskich kukovów (1690 m). Na Zavižanie, na południowym zboczu szczytu Vučjak, znajduje się schronisko turystyczne Zavižan, które jest wybudowany na fundamentach schroniska, noszącego imię Krajača. Otwarte zostało w 1927. Imieniem Krajača nazwał je prezes Chorwackiego Towarzystwa Górskiego Josip Pasarić. Zostało zniszczona podczas wojny. W 1953 wybudowano obecne schronisko, które jest ciągle otwarte, gdyż zamieszkuje je gospodarz-meteorolog. Krajač w rewanżu nazwał imieniem Jospia Pasaricia jeden kuk w Rožanskich kukovach, Pasarićev kuk, a dwa pozostałe nazwał imieniem Ante Premužicia (Premužićev toranj) i Jospia Poljaka. W 1930 sam nazwał swoim imieniem jeden kuk.
Pisał do pisma „Hrvatski planinar”, w którym opublikował mnóstwo artykułów (Baračeve špilje kod Rakovice; Vrtlina, nova ogromna spilja na Velebitu, Spilje na Plitvičkim Jezerima).
Od 1942 do 1945 pisał do tygodnika kulturalno-politycznego „Spremnost” (Gotowość) z Zagrzebia. Pisał artykuły geopolityczne. Tytuły artykułów to: Kulturna sposobnost Hrvata (Kulturowe umiejętności Chorwatów); Balkan, Hrvati i susjedi (Bałkany, Chorwaci i sąsiedzi); Kulturna specifičnost Hrvata (Kulturowa specyficzność Chorwatów); Istra s Goričkom krajinom (Istria z Gorycką Krainą); Jadran, Sredozemlje i Europa (Adriatyk, Śródziemnomorze i Europa); Kulturni individualizam Hrvata (Kulturowy indywidualizm Chorwatów); Boka Kotorska. Suvremena geopolitička razmatranja (Zatoka Kotorska. Współczesne rozważania geopolityczne); Naše kulturno stvaranje i suradnja (Nasze twórczość i współpraca kulturalna); Asimilatorska snaga Hrvatske (Asymilatorska siła Chorwacji); Bit i opravdavanje hrvatskog planinarstva (Istota i uzasadnienie chorwackiej turystyki górskiej); Pitanje Sandžaka (Kwestia Sandżaku). Twierdził, że granica Bałkanów jest na Dunaju, a nie na Kupie.
W ostatnich dniach wojny liczni ludzie uciekali z Zagrzebia z powodu strachu przed partyzanckimi masakrami, o których było już głośno. Chcieli się schronić gdzieś na zachodzie. Ta uciekinierska fala w Słowenii miała szczyt 7 i 8 maja 1945. Krajač zaginął gdzieś na drodze między Zagrzebiem i Bleiburgiem. Pozostaje pytaniem, kiedy i jak Krajač opuścił Zagrzeb, dokąd się udał oraz gdzie, kiedy i jak zakończyło się jego życie.